# Canción de amor de J. Alfred Prufrock
Canción de amor de J. Alfred Prufrock es un poema de T. S. Eliot (1888–1965), cuyo título original en inglés: The Love Song of J. Alfred Prufrock y que es comúnmente llamado "Prufrock". Eliot comenzó a escribir este poema en febrero de 1910 y fue publicado en junio de 1915 en la revista de poesía "A Magazine of Verse" (en español "Una revista de versos"), tras la instigación de Ezra Pound (1885–1972), quien fuera el mayor referente del movimiento vanguardista llamado Imaginismo. Fue luego impreso en un panfleto de doce poemas que en su original en inglés se llamó "Prufrock and Other Observations" en el año 1917. Para esta época, Prufrock era ya considerado una composición extravagante, pero ya en el contexto actual es vista como la anunciación de un cambio cultural paradigmático en lo que refiere a lo formal. De tal modo trabaja el verso romántico de finales del siglo XIX y las letras Gregorianas para llegar finalmente al tratamiento Mondernista del verso.
La forma en que Eliot estructuró el poema revela la gran influencia que el autor clásico Dante Alighieri tuvo sobre él, un ejemplo de esto es el epílogo que aparece abriendo el poema, que corresponde a un pasaje de su obra magna la Divina Comedia. Por otra parte se hacen sumarias referencias a los textos Bíblicos y otros autores, como William Shakespeare en su obra Henry VI y Hamlet, se evidencia también una influencia de la poesía del siglo XVII, como el poeta metafísico John Donne,  y de los simbolistas franceses del siglo XIX. 
En este poema Eliot desarrolla la experiencia de su protagonista a través de la técnica de la 'corriente de la conciencia' desarrollada por los escritores modernistas anteriores. El poema se describe como "un drama de la angustia literaria", a través de la técnica de monólogo dramático interior encarnado en un hombre urbano martirizado por sentimientos de aislamiento y una incapacidad para la acción decisiva que dice "personificar la frustración y la impotencia del individuo moderno" y "representan los deseos frustrados y desilusión moderna". Prufrock lamenta su física y psíquica inercia, las oportunidades perdidas a lo largo de su vida y la falta de progreso espiritual, a su vez es cazado por recuerdos de un amor carnal no alcanzado. Con viscerales sentimientos de cansancio, arrepentimiento, situaciones embarazosas, anhelo, emasculación, frustración sexual, una sensación de decaimiento y conciencia de su propia mortalidad, "Prufrock" se ha convertido una de las voces más reconocidas en la literatura moderna.

## Composición e historia de su publicación
Composición y primera publicación
Eliot escribió Una canción de amor de J. Alfred Prufrock entre febrero de 1910 y julio o agosto de 1911. Muy poco tiempo después de haber llegado a Inglaterra para comenzar sus estudios en Merton College, Oxford, Eliot fue presentado a un poeta expatriado Americano: Ezra Pound quien considerara, de manera inmediata, a Eliot como alguien "a quien vale la pena conocer" y ayudó al comienzo de su carrera. Pound trabajó como editor en Poetry: A Magazine of Verse y recomendó a la fundadora de la revista, Harriet Monroe, que publicara "Prufrock" exaltando el genio de Eliot y su obra, obra que encaramaría un nuevo y único fenómeno entre los escritores que le eran contemporáneos. Pound clamaba que Eliot se había entrenado a sí mismo y, por consiguiente, se había modernizado por su cuenta. El resto de los jóvenes prometedores, afirmaba Pound, habían hecho una cosa o la otra pero jamás ambas." El poema fue publicado por primera vez en el número de 1915 de la revista.
En noviembre de 1915 "Prufrock", junto con otros poemas del autor, como "Portaretrato de una dama", "La transcripción de la mañana de Boston", "Histeria" y "Señorita Helen Slingsby", fue incluido en "Antología católica 1914-1915" bajo la edición de Ezra Pound e impreso por Elkin Mathews en Londres.: 297  En junio de 1917 "El egoísta", una pequeña firma de publicaciones dirigida por Dora Mardsen, publicó un panfleto titulado "Prufrock y otras observaciones" (Londres), que contenían doce poemas escritos por Eliot. "La canción de amor de Alfred Prufrock" fue la primera composición del volumen. Eliot también fue designado asistente de edición de "El egoísta" en junio del mismo año.

## Los privilegios de Prufrock
Según el biógrafo de Eliot, Lyndall Gordon, cuando Eliot estaba escribiendo los primeros borradores de "Prufrock" en su libreta de anotaciones en  1910-1911, intencionalmente dejó cuatro páginas en blanco en la sección del medio del poema. Según las libretas de anotaciones, que se encuentran ahora en la biblioteca pública de Nueva York, Eliot terminó el poema que fue publicado originalmente en algún momento entre julio y agosto de 1911, cuando tenía unos 22 años. En 1912, revisó el poema y le incluyó una sección de 38 líneas llamada "Los privilegios de Prufrock", que fue inserta en las páginas dejadas en blanco y fueron destinadas a cubrir ese espacio intermedio del poema. De todos modos, Eliot removió esta sección poco tiempo después de buscar el consejo de su compañero Conrad Aiken, conocido poeta de Harvard. Esta sección no será incluida en la publicación original del poema pero sí fue incluida en la publicación póstuma en la colección de 1996 que contenía los tempranos y no publicados borradores del poeta, en Invenciones de March Hare: Poemas 1909-1917. Esta sección "Privilegios" describe la vigilia de Prufrock a través de una tarde y noche, descrito por un crítico como una "incursión erótica en las estrechas calles de un submundo social y emocional ", que describe en detalle las húmedas pisadas de Prufrock "a través de ciertas calles medio desiertas" y el contexto de sus "murmullos de noches inquietas en hoteles baratos de una sola noche"

## Recepción crítica
Su recepción en Londres se puede medir a partir de una opinión sin firmar en The Times Literary Supplement escrita el 21 de julio de 1917 "El hecho de que estas cosas ocurran en la mente del Señor Eliot es seguramente una de las cosas más pequeñas y sin importancia para cualquier persona, incluido él mismo. Ciertamente no tienen relación alguna con la poesía." 
El Vocarium Harvard en el Colegio de Harvard registró la lectura de "Prufrock" realizada por el propio Eliot, junto con otros poemas en 1947, como parte de su serie de lecturas en curso, de lectura de poesía hecha por sus autores.

## Descripción

### Título
En sus primeros borradores, dio al poema el subtítulo "Einstein
```
entre las mujeres" (
Prufrock among the Women
 en el original en el inglés),
[
10
]
 este subtítulo fue aparentemente descartado antes de su publicación. Eliot llamó al poema "La canción de amor" en referencia al poema de 
Rudyard Kipling
 "La canción de amor de Har Dyal" (
The Love Song of Har Dyal
 en el original en inglés), publicado por primera vez en la colección de Kipling "Cuentos de llanuras de las colinas" (
Plain Tales from the Hills
 en el original) de 1888.
[
15
]
 En 1959 fue a una reunión de la 
Sociedad de Kipling
 y discutió la influencia de Kipling sobre su propia poesía:
```

Aparecen rastros de Kipling en mis versos maduros, donde ningún diligente detective académico se ha puesto a observar pero que yo estoy dispuesto a revelar. Una vez escribí un poema llamado "Una canción de amor de Alfred Prufrock"; estoy convencido de que nunca se hubiera llamado "Canción de amor" sino por un título de Kipling que se trancó obstinadamente en mi cabeza "La canción de amor de Har Dyal" 

De todas formas, el origen del nombre Prufrock no es certero, y Eliot nunca comentó sobre su origen otra cosa que no fuera que no estaba seguro de saber cómo se encontró con el nombre. Muchos eruditos y el propio Eliot han apuntado a elementos autobiográficos en el personaje de Prufrock, y Eliot al momento de escribir el poema, tenía el hábito de representar su nombre como "T. Stearns Eliot", muy similar, en cuanto a la forma refiere, de "J. Alfred Prufrock". Esto sugiere que el nombre "Prufrock" proviene de la juventud de Eliot en St. Louis Missouri, donde la Prufrock-Litton Company, una gran tienda de muebles, ocupaba una cuadra del centro en North Fourth Street. En 1950 Eliot dijo "No tuve, en el momento de escribir el poema, y aún no he recuperado, ningún recuerdo de haber adquirido el nombre de ninguna manera, pero creo que hay que suponer que lo hice, y que la memoria ha sido borrada." 

### Epígrafe
La versión en borrador del epígrafe del poema proviene del Purgatorio de Dante (XXVI, 147–148):
|  | 'sovegna vos a temps de ma dolor'. Poi s'ascose nel foco che gli affina. | "os recuerde, a tiempo, mi dolor." Después se escondió en el fuego que lo afina. |

Finalmente decidió no utilizar este fragmento, pero fue eventualmente citada en las líneas finales en su poema de 1922 "La tierra baldía". La cita que Eliot eligió para "Prufrock" proviene también de Dante. Del Infierno de Dante (XXVII, 61–66):
|  | S`io credesse che mia risposta fosse A persona che mai tornasse al mondo, Questa fiamma staria senza piu scosse. Ma perciocchè giammai di questo fondo Non tornò vivo alcun, s'i'odo il vero, Senza tema d'infamia ti rispondo. | "Si yo creyera que mi respuesta fuese a persona que debe volver al mundo, esta llama estaría sin más callada; pero como ya nunca desde este fondo vivo no volvió nadie, si lo que oigo es cierto, sin temor de infamia te respondo." |

En el contexto original, el epígrafe refiere al encuentro entre Dante y Guido da Montefeltro que estaba condenado al octavo círculo del Infierno por asesorar al Papa Bonifacio VIII; que deseaba utilizar el consejo de Guido para realizar una empresa nefasta. Este encuentro sigue al encuentro de Dante con Ulises, que a su vez está condenado al círculo de los Fraudulentos. Según Ron Banerjee el epígrafe sirve para arrojar una especie de luz irónica sobre la intención del Prufrock. Como Guido, Prufrock nunca tuvo la intención de que su historia se contara y conociera y citando a Guido, Eliot revela su visión sobre la canción de amor de Prufrock.
Frederick Locke sostiene que el propio Prufrock sufre de múltiples personalidades y que él mismo encarna tanto a Guido como a Dante en la analogía de la Divina Comedia. Una es la del narrador; la otra del oyente quien más tarde revela la historia al mundo. Él postula, alternativamente, que el papel de Guido en la analogía es llevada a cabo por Prufrock, pero el papel de Dante es llenado por usted, el lector, como en la sección del poema que indica "Vamos pues, tú y yo". Aquí al lector se le otorga el poder de hacer lo que le plazca con canción de amor de Prufrock.

### Temas e interpretación
El hecho de que el poema se concentre primariamente en las irregulares reflexiones del narrador, hace que pueda ser difícil de interpretar. Laurence Perrine escribió que el poema presenta un aparición aleatoria de pensamientos en la mente de una persona con cierto intervalo de tiempo, en el cual los enlaces mentales de transición, son más psicológicos que lógicos. Esta elección estilística dificulta la determinación exacta de qué es literal y qué es simbólico. En la superficie, "Canción de amor de J. Alfred Prufrock" transmite los pensamientos de la sexualidad frustrada de un hombre de mediana edad que desea decir algo pero que tiene miedo de hacerlo y resuelve, finalmente, no hacerlo. La disputa, de todos modos, radica en cuanto a con quién está hablando Prufrock, a dónde va, qué quiere decir y a qué se refieren las diversas imágenes que aparecen durante el poema.
El público objetivo no es evidente. Algunos creen que Prufrock está hablando con otra persona o directamente con el lector, mientras otros piensan que es, en realidad, un monólogo interior del personaje. De forma similar las diferentes críticas disputan sobre que Prufrock está yendo hacia algún lugar en especial durante el transcurso del poema. En la primera mitad del poema, Prufrock refiere a varias imágenes al aire libre (el cielo, calles, restaurantes y hoteles baratos, niebla) y habla sobre cómo habrá tiempo para realizar varias cosas antes "de la conversación de tostadas y té" y "tiempo de volver y descender la escalera" (fragmentos del poema). Esto ha llevado a muchos a creer que Prufrock está en camino a un té de la tarde, donde él se está preparando para realizar su "pregunta abrumadora" (verso recurrente en el poema). Otros creen, sin embargo, que en realidad no está yendo a ninguna parte, sino que más bien, lo está planeando todo en su mente. Otros, sin embargo, creen que Prufrock no está yendo físicamente hacia ningún lado, sino que todo está aconteciendo en su mente.
Quizás la disputa más significativa se encuentra en torno a la "pregunta abrumadora" que el protagonista intenta formular. Muchos creen que Prufrock intenta decirle a una mujer su interés romántico por ella, apuntando a varias imágenes de los brazos y ropas de una mujer, más las últimas líneas en las que el personaje lamenta que las sirenas no canten para él. Otros piensan que Prufrock intenta expresar una idea filosófica más profunda o la desilusión de la sociedad, pero teme el rechazo, apuntando a las declaraciones que expresan una desilusión con la sociedad explícitamente como por ejemplo "He medido mi vida con cucharillas de café".
Eliot utiliza imágenes que son indicativas del carácter de Prufrock, representando el envejecimiento y la decadencia. Por ejemplo "Cuando la tarde se extiende contra el cielo/como un paciente anestesiado sobre una mesa", los "restaurantes de aserrín" y "los hoteles baratos". La niebla amarilla y la tarde "Despierto...cansado...o haciéndose la enferma", son reminiscencias de languidez y decadencia mientras que diversas preocupaciones de Prufrock sobre el pelo y los dientes, así como las sirenas; "Peinar el pelo blanco de las olas soplados hacia atrás/Cuando el viento sopla del agua en blanco y negro" muestran, nuevamente, su preocupación por el envejecimiento.

## Legado

### Comienzos de la poesía Modernista
Dos de los poemas de Eliot "Prufrock" y "Tierra Baldía", son vistos como los trabajos germen de la poesía Modernista. Antes de la publicación de "Prufrock" en 1915 y de "Tierra Baldía"  en 1922, la poesía estaba dominada por la menguante vitalidad del Romanticismo y poesía Gregoriana y Augustiana.